# Daniel Sandström

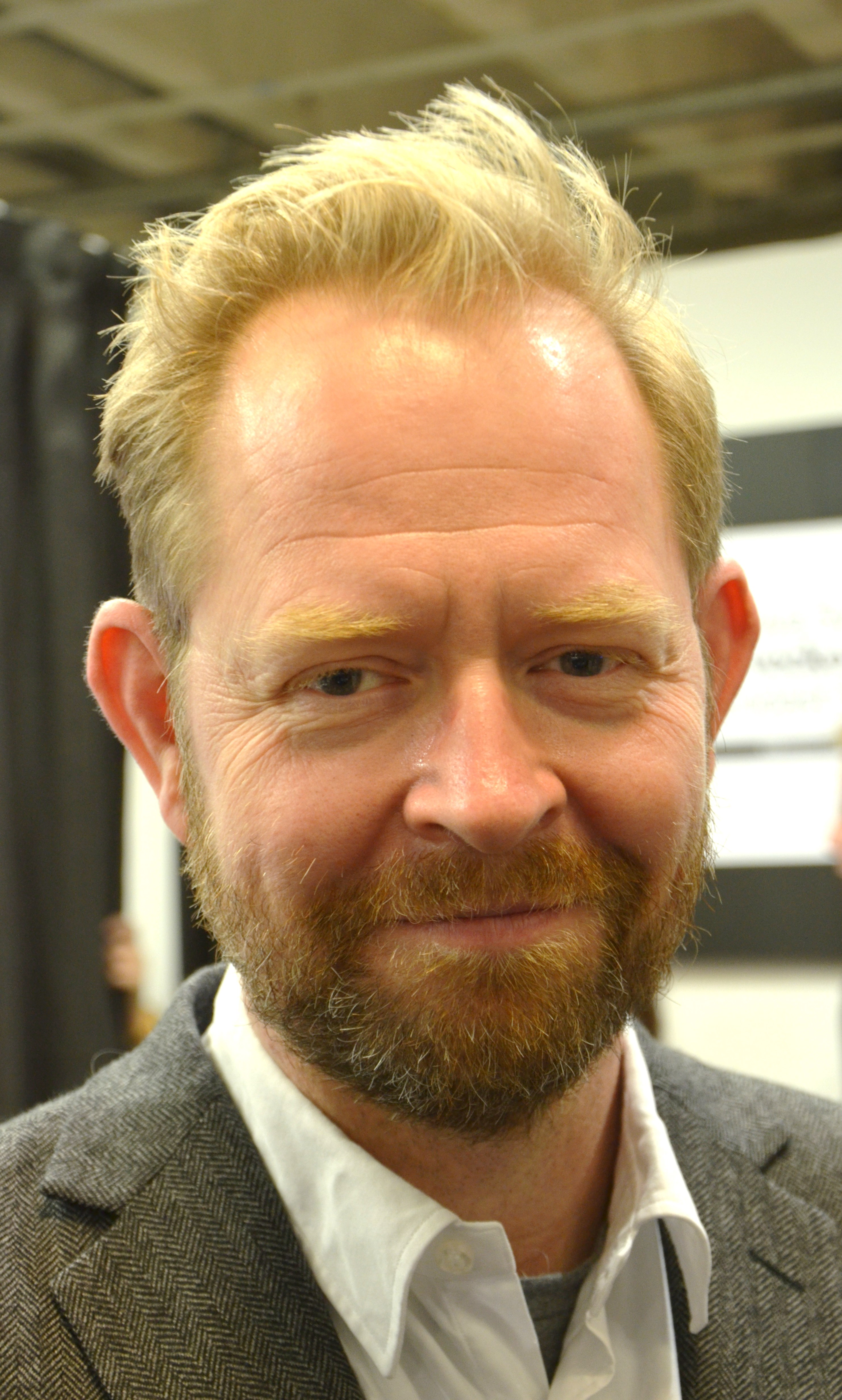
Daniel Sandström

Per Daniel Sandström, född 5 februari 1968 i Lund, är en svensk litteraturvetare och journalist.
Daniel Sandström är uppvuxen och bosatt i Lund. Han disputerade 2002 vid Lunds universitet på en avhandling om poeten Kjell Espmark. Parallellt med studierna var han under början av 1990-talet gitarrist i popgruppen Beagle.
Från mitten av 1990-talet medverkade Daniel Sandström i Sydsvenska Dagbladet, först som recensent på nöjessidorna. Han blev 2005 tidningens kulturchef och efterträdde i augusti 2008 Peter Melin som chefredaktör, en post han innehade fram till januari 2013. Han var från mars 2013 till maj 2014 kulturchef på Svenska Dagbladet, för att därefter bli förläggare på Albert Bonniers Förlag.